# シャルル・ド・ブルボン＝ソワソン
シャルル・ド・ブルボン＝ソワソン（Charles de Bourbon-Soissons, 1566年11月3日 - 1612年11月1日）は、ブルボン家傍系ブルボン＝コンデ家の人物。ソワソン伯。コンデ公ルイ1世と2番目の妻フランソワーズ・ドルレアン＝ロングヴィルの息子で、コンデ公アンリ1世の異母弟、フランス王アンリ4世の従弟に当たる。
ユグノー戦争ではカトリック同盟に加わり、プロテスタント派の異母兄や従兄と敵対する立場に立った。

## 子女
1601年、アンヌ・ド・モンタフィエと結婚し、以下の子女をもうけた。
- ルイーズ（1603年 - 1637年） - ロングヴィル公アンリ2世と結婚
- ルイ（1604年 - 1641年） - ソワソン伯
- マリー（1606年 - 1692年） - ソワソン女伯、カリニャーノ公トンマーゾ・フランチェスコ・ディ・サヴォイアと結婚